# Robin McKelle
Robin McKelle (nacida Robin McElhatten en Rochester, Estados Unidos) es una cantante de soul americana. 

## Estilo musical
Su estilo presenta influencias de jazz, blues, soul y pop. Es comparada a Ella Fitzgerald por su registro de voz de contralto, pero está sobre todo influenciada por Aretha Franklin, Tina Turner y Janis Joplin. En sus comienzos, ha compartido escenario con prestigiosos artistas como Michael McDonald o Bobby McFerrin. Otras de sus referencias musicales son Ray Charles, Nina Simone o Donny Hathaway

## Carrera
En sus primeros dos álbumes Introducing Robin McKelle y Modern Antique se acompaña de una big band. Después le ha seguido Mess Around, un álbum más soul que ha salido en febrero de 2010. A continuación el cuarto álbum Soul Flower está claramente centrado en torno al Soul y fue grabado en Brooklyn, en el estudio G por el ingeniero Joel Hamilton. Soul Flower marca un verdadero giro en la carrera de la cantante que se orienta hacia la música de sus comienzos. En 2014 aterriza en Memphis (ciudad de los estudios Stax y Sun Récords) para grabar su álbum, Heart of Memphis bajo la batuta del productor Scott Bomar.
En febrero de 2016 publica su álbum The Looking Glass que se aparta del sonido de sus dos álbumes anteriores para buscar un tono más íntimo.
20 de abril de 2018, publica Melodic Canvas. Alterations, su octavo álbum, sale el 14 de febrero de 2020.

## Discografía
- Introducing Robin McKelle (2006)
- Modern Antique (2008)
- Mess Around (2010)
- Soul Flower (2012)
- Heart of Memphis (2014)
- The Looking Glass (2016)
- Melodic Canvas (2018)

- Alterations (2020)